# Влашац
Влашац (лат Allium schoenoprasum L ) је зачинска биљка из породице луковица.
Влашац је самоникло биље које од пролећа до јесени расте најчешће уз обале река и на влажним ливадама, а од маја до јула развијају се црвенкасти или љубичасти полулоптасти цветови. По интензивном мирису већ су издалека препознатљиви. Ситно сецкани листови влашца користе се као зачин за јела од пролећа до јесени, а ако се пресаде у саксије и држе у кући, могу да се користе и током целе зиме.

## Карактеристике
Лук влашац има листове који су цевасти, шупљи, дуги 20 - 25 цм који формирају више или мање компактни бусен на заједничком ризому, који може имати до 80 изданака. У првој години таква биљка не цвета, а у другој години након мировања и јаровизације (потицајно деловање хладноће на стварање цветова) из свих старијих изданака избије цветна биљка висока око 30 цм, која на врху носи цвет (с ружичастим или љубичастим цветовима). Семе брзо губи клијавост, па се користи само једногодишње семе.
Ова биљка је веома богата витамином Ц и благотворним слузним материјама, а у себи садржи и минералне материје, микроелементе и велику количину гвожђа.

## Употреба
Влашац се употребљава још од раног средњег века. Постоје различите врсте биљке, у зависности од њене висине и дебљине листова. Има и врста које цветају белим цветом. Свеж или замрзнут, ређе сушен, ситно насецкан, додатак је супама или салатама. Дуги листови се секу, а нови расту целе године. Узгаја се и као украсна биљка. Лековита својства влашца нису позната.

## Галерија
- Цвет влашца
- Цвет влашца